# Cosne-d'Allier
Cosne-d'Allier är en kommun i departementet Allier i regionen Auvergne-Rhône-Alpes i de centrala delarna av Frankrike. Kommunen ligger  i kantonen Hérisson som ligger i arrondissementet Montluçon. År 2022 hade Cosne-d'Allier 2 013 invånare.

## Befolkningsutveckling
Antalet invånare i kommunen Cosne-d'Allier
Referens: INSEE